# Krake
Krake is een duikachtbaan in het Duitse attractiepark Heide-Park.
De achtbaan werd gebouwd door het Zwitserse Bolliger & Mabillard en opende op 16 april 2011. Met de drie achtbaantreinen bestaande uit drie wagons met ieder één rij met zes personen komt de capaciteit op 1050 personen per uur. De maximale snelheid is 103 km/h en de maximale baanhoogte is 42 meter.